# Хуан Мата
Хуан Мануел Мата Гарсија (шп. Juan Manuel Mata García; Бургос, 28. април 1988) шпански је фудбалер. Раније је наступао за Галатасарај, Манчестер јунајтед, Челси, Валенсију и резервни тим Реал Мадрида. Игра на позицији офанзивног везног играча, а често и на позицији крила.

## Каријера
Фудбал је почео да тренира у екипи Реал Овиједа, за који је његов отац, такође фудбалер, наступао током већег дела своје каријере. Са 15 година је прешао у Реал Мадрида, кроз чије је млађе категорије прошао. У сезони 2006/07. је био регистрован и за први тим, али није добио прилику да игра, већ је наступао за Реалов Б тим у другој лиги. Почетком сезоне 2007/08. прешао је у Валенсију. У дебитантској сезони у дресу Валенсије освојио је Куп краља и био проглашен за најбољег младог играча екипе. Током четири сезоне колико је провео у Валенсији одиграо је 174 такмичарске утакмице.
Мата је у Челси прешао августа 2011. уз обештећење од 28 милиона евра. Дебитовао је 27. августа 2011. против Норич ситија када је у игру ушао као измена са клупе. Свој први гол у дресу Челсија постигао је на тој утакмици. У дебитантској сезони, освојио је Лигу шампиона и ФА Куп.

## Највећи успеси

### Валенсија
- Куп Шпаније (1) : 2007/08.

### Челси
- ФА куп (1) : 2011/12.
- Лига шампиона (1) : 2011/12.
- Лига Европе (1) : 2012/13.

### Манчестер јунајтед
- ФА куп (1) : 2015/16.
- Енглески Лига куп (1) : 2016/17.
- Комјунити шилд (1) : 2016.
- Лига Европе (1) : 2016/17.

### Репрезентација Шпаније
- Европско првенство У-19 (1) : 2006.
- Европско првенство У-21 (1) : 2011.
- Светско првенство (1) : 2010.
- Европско првенство (1) : 2012.
- Куп конфедерација : финале 2013, треће место 2009.